# Jacob Shaffelburg
Jacob Everett Shaffelburg (ur. 26 listopada 1999 w Kentville) – kanadyjski piłkarz występujący na pozycji lewego skrzydłowego, reprezentant Kanady, od 2022 roku zawodnik amerykańskiego Nashville SC.